# Schliengen
Schliengen là một đô thị trong huyện Lörrach bang Baden-Württemberg thuộc nước Đức. Đô thị Schliengen có diện tích 37,46 km², dân số là 5297 người.